# Allopiophila calceata
Allopiophila calceata är en tvåvingeart som först beskrevs av Oswald Duda 1924.  Allopiophila calceata ingår i släktet Allopiophila och familjen ostflugor. Inga underarter finns listade i Catalogue of Life.